# 氣瓶

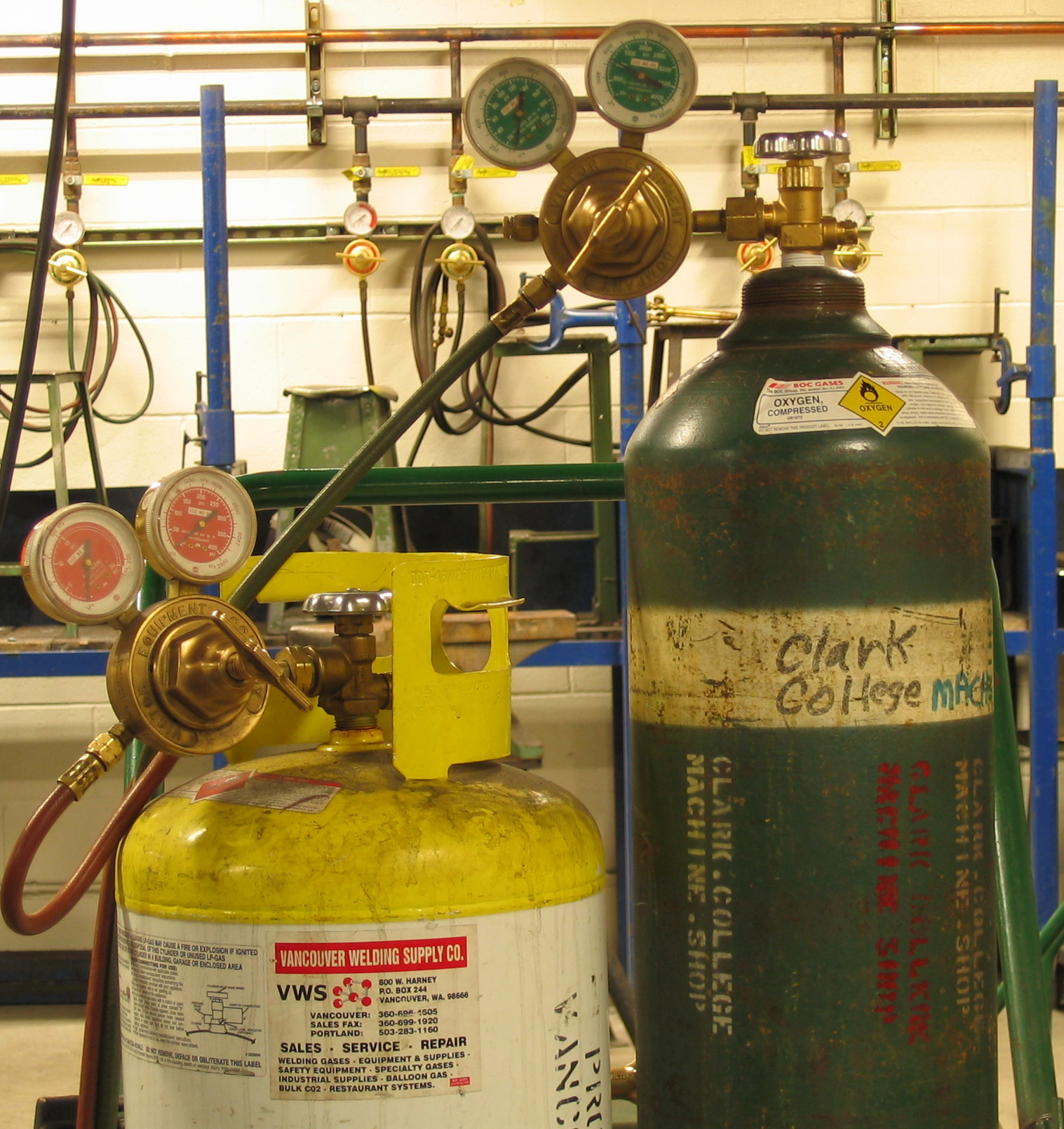
工业生產中的气瓶

气瓶是一种压力容器，用于储存和容纳高于大气压的气体。在气瓶内，這些物體可以是压缩气体、液态蒸汽、以及超臨界流體。这取决于物體的物理特性。常見的气瓶大多為细长形，阀门位於氣瓶顶部，用于连接氣體接收装置。